# Miroslav Čepelka
Miroslav Čepelka (5. března 1920, Hronov – 19. ledna 2010, Praha), učitel náboženství a farář Církve československé husitské.

## Život
Narodil se jako jediné dítě v rodině tkalců Jaroslava a Anny Čepelkových. Po maturitě na reálném gymnáziu v Náchodě (31. května 1939) byl přijat na Vysokou školu chemicko-technologického inženýrství v Praze. Bydlel v Hlávkových kolejích, odkud byl v listopadu 1939 při nacistické razii odvlečen do kasáren v Ruzyni. Patřil k mladším studentům, kteří byli pro svůj věk záhy propuštěni. Po uzavření českých vysokých škol se nakrátko vrátil do rodného Hronova, kde získal úřednické zaměstnání. Ve školním roce 1940/1941 nastoupil do Bohoslovecké koleje a připravoval se na kněžské povolání. Současně vypomáhal v Praze 1 s výukou náboženství. Dne 19. října 1944 přijal v Husově sboru v Praze-Dejvicích kněžské svěcení. Postupně sloužil jako pomocný duchovní v náboženských obcích Praha-Vinohrady, Praha-Libeň, Praha-Žižkov a Praha-Vršovice. V roce 1950 byl ustanoven zatímním farářem v Praze-Záběhlicích, kde působil do roku 1967. V této době se například zasloužil o vybudování modlitebny na Spořilově.
Další farářské roky před odchodem do starobního důchodu spojil Miroslav Čepelka s náboženskou obcí v Praze na Žižkově (1967–1980). Zde se vedle běžné škály pastorační a duchovenské služby zasloužil o zrod pravidelných modlitebních a svědeckých večerů, kterých se ve Farského síni uskutečnilo celkem 336. Od poloviny 60. let patřil ke kmenovým členům společenství živé víry uvnitř Církve československé husitské, které se přirozeně utvářelo kolem osobnosti faráře bez státního souhlasu Václava Mikuleckého a pravidelně se setkávalo až do 80. let na několika farách. I po přiznání starobního důchodu vypomáhal v Hostivaři. Poslední roky prožil na Zahradním Městě. Zesnul tiše po dlouhé těžké nemoci 19. ledna 2010. Poslední rozloučení se konalo 27. ledna 2010 v obřadní síni krematoria v Praze-Strašnicích.